# Melanie Díaz González
Melanie Díaz González   (Utuado, 7 de maig de 1996) és una jugadora porto-riquenya de tennis de taula. Des d'agost de 2019, ha estat en posició 88 amb 3840 punts en el Rànquing Mundial de Dones d'ITTF.
Filla de Bladimir Díaz i Marangely González, és una de les quatre germanes que també són atletes de tennis de taula, inclosa Adriana. La seva àvia paterna va establir i va desenvolupar el tennis de taula en el municipi muntanyenc d'Utuado, on la seva família va créixer. El seu entrenador és el seu propi pare. Melanie també és cosína del jugador de tennis de taula Brian Afanador per part de la seva mare.
Va guanyar la plata en les dobles de dones al costat de la seva germana Adriana Díaz González en els Jocs Centreamericans i del Carib de 2014. En els Jocs Panamericans del 2015, va guanyar la seva primera medalla de bronze en la competició d'equips juntament amb Adriana Díaz i Carolyn Cordero.
En els Jocs Centreamericans i del Carib de 2018 va guanyar dues medalles d'or, en dobles i en l'equip femení al costat de les seves germanes Adriana i Fabiola, i Daniely Ríos. També va guanyar plata en dobles mixtes jugant amb Daniel González.
El 2019 va guanyar l'or, en la competició per equips juntament amb Adriana Díaz i Daniely Ríos, en els Jocs Panamericans de Lima, on es va classificar en la posició 6 de la categoria de dones. Va guanyar els dobles de dones al costat de la seva germana Adriana. També va ser medalista guanyant el bronze individual femení. Va compartir el podi de bronze en la cerimònia de medalla d'aquest esdeveniment amb la brasilera Bruna Takahashi.
El 2021, va participar en el jocs olímpics d'estiu de Tòquio, juntament amb Adriana González i Brian Afanador, sent eliminada en la primera ronda.